# Nils Fixdal
Nils Fixdal (Nils Nielsen Fixdal; * 20. November 1889 in Vestnes; † 11. Oktober 1972 in Karmøy) war ein norwegischer Weit- und Dreispringer.
Bei den Olympischen Spielen 1912 in Stockholm kam er im Dreisprung auf den achten und im Weitsprung auf den 13. Platz.
1910 und 1913 wurde er Norwegischer Meister im Dreisprung und 1921 im Weitsprung.

## Persönliche Bestleistungen
- Weitsprung: 6,86 m, 16. Juli 1911, Haugesund
- Dreisprung: 14,34 m, 13. Juli 1913, Haugesund